# Glaucopsyche saportae
Glaucopsyche saportae är en fjärilsart som beskrevs av Carl Geyer 1827/30. Glaucopsyche saportae ingår i släktet Glaucopsyche och familjen juvelvingar. Inga underarter finns listade i Catalogue of Life.